# تل الضمان
تل الضمان قرية وناحية إدارية تابعة لمنطقة جبل سمعان في محافظة حلب في سوريا. تقع جنوب شرق مدينة حلب. بلغ عدد سكان الناحية 148000 نسمة حسب تعداد عام2010.